# Robert De Niro
Robert De Niro Jr. (Nova York, 17 d'agost de 1943) és un actor i director estatunidenc guanyador dues vegades de l'Oscar a millor actor, per El Padrí II (1974) i Toro salvatge (1980).

## Biografia
De Niro era fill de Robert De Niro Sr., pintor abstracte, escultor i poeta, i de Virgínia Admiral, també pintora. Els besavis de De Niro eren italians i van emigrar als Estats Units al començament del segle xx des de Ferrazzano, a la Província de Campobasso, Molise. Quan Robert tenia dos anys el seu pare els va abandonar, un cop es va fer pública la seva homosexualitat; malgrat això, van mantenir sempre el contacte fins a la mort del pintor.
De Niro va créixer a l'àrea de Nova York que es coneix com a Hell's Kitchen ("la cuina de l'infern"), com molts dels personatges que interpretaria. Quan era petit va rebre el sobrenom de Bobby Milk per la seva pell pàl·lida. Robert De Niro comença sent alumne de Stella Adler abans d'entrar al cèlebre Actors Studio sota la direcció de Lee Strasberg, per tal de multiplicar les oportunitats per a la seva futura carrera.
Va començar als escenaris de Broadway, i després va fer cinema el 1968, a Greetings dirigit per Brian De Palma. Després va fer alguns papers a pel·lícules poc conegudes. Es va fer conèixer a Bang the Drum Slowly  (1973). El 1973 va començar a treballar amb Martin Scorsese a la pel·lícula Mean Streets. De Niro és present a unes quantes pel·lícules de Martin Scorsese: Taxi Driver (1976), New York, New York (1977), Raging Bull (1980), The King of Comedy (1983), Un dels nostres (1990), El cap de la por (1991), i Casino (1995). I ha interpretat principalment personatges inestables, amb inclinacions neuròtiques.
Els anys 1980, va començar a fer comèdies d'èxit com, per exemple: Brasil (1985), Midnight Run (1988), La cortina de fum (1997), Mafia Blues (1999), i Els pares d'ella (2000).
Va guanyar dos Oscars: per Raging Bull, va rebre l'Oscar al millor actor; i al millor actor secundari per El Padrí II.
De Niro i Marlon Brando són els dos únics actors que han guanyat un premi pel mateix paper: De Niro el del jove Vito Corleone a El Padrí II, i Brando el de Don Vito a El Padrí.
Ha dirigit, a més a més, dues pel·lícules Una història del Bronx (1993) i  The Good Shepherd (2006), pel·lícula on comparteix el cap de cartell amb Matt Damon.
Ha fundat la seva societat de producció Tribeca Productions, de TriBeCa, el barri de Nova York on viu.
És valorat pel seu compromís amb els personatges: va engreixar-se prop de 30 kg i va aprendre a boxejar per fer de Jake LaMotta a Raging Bull. Va aprendre a tocar el saxòfon per a  New York, New York. A més a més, per a Taxi Driver, va conduir un taxi de nit durant unes setmanes.
Encara que no s'expressi fàcilment, De Niro és considerat un observador dels detalls dels personatges i un perfeccionista. No dubta a engreixar-se i a perdre pes per posar-se a la pell del personatge. Això és característic dels actors que han estudiat amb Stella Adler (Marlon Brando Benicio del Toro…), que els demanava «deficcionalitzar» la ficció.
Sovint comparat a Al Pacino pels seus orígens italians comuns, només han treballat junts a Assassinat just de Jon Avnet el 2008. A Heat de Michael Mann de 1995 els dos actors van rodar les seves escenes per separat, i a El Padrí II, De Niro i Pacino no tenen cap escena en comú.
Les seves pel·lícules el fan un dels grans actors dels darrers 40 anys. És l'únic actor que ha estat dirigit per: Sergio Leone, Martin Scorsese, Francis Ford Coppola, Brian De Palma i Quentin Tarantino.
Al Festival de Cinema de Sundance de 2014 es va estrenar el documental sobre la vida i l'obra del seu pare, Remembering the Artist Robert De Niro, Sr., dirigit per Perri Peltz i amb el suport de l'actor, i que en un principi va néixer com un projecte privat per a la família. El 2023 estrena Killers of the Flower Moon, la seva desena col·laboració amb Martin Scorsese.

## Filmografia i premis[6][7]

### Actor i director

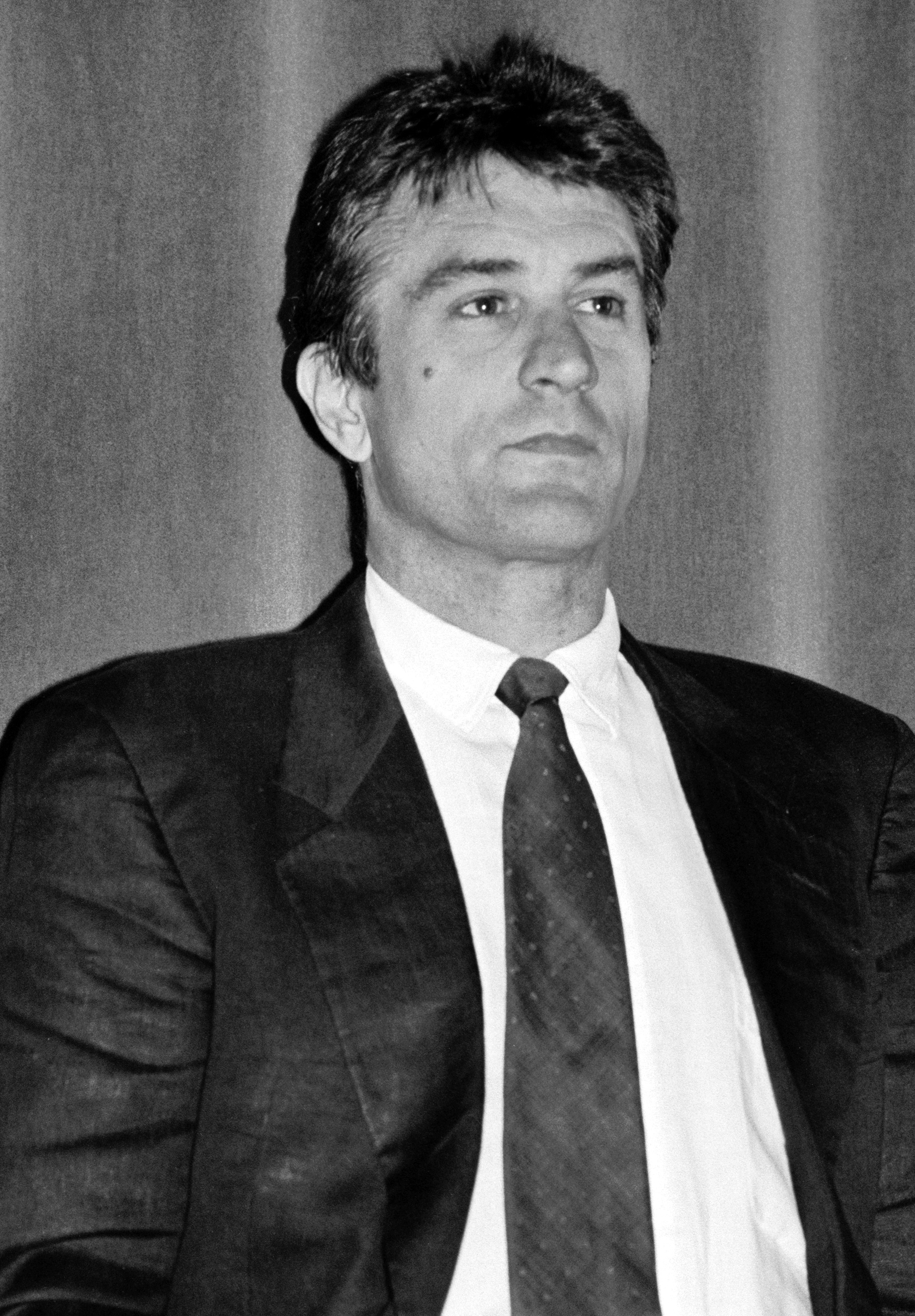
Robert De Niro a Deauville (1988).

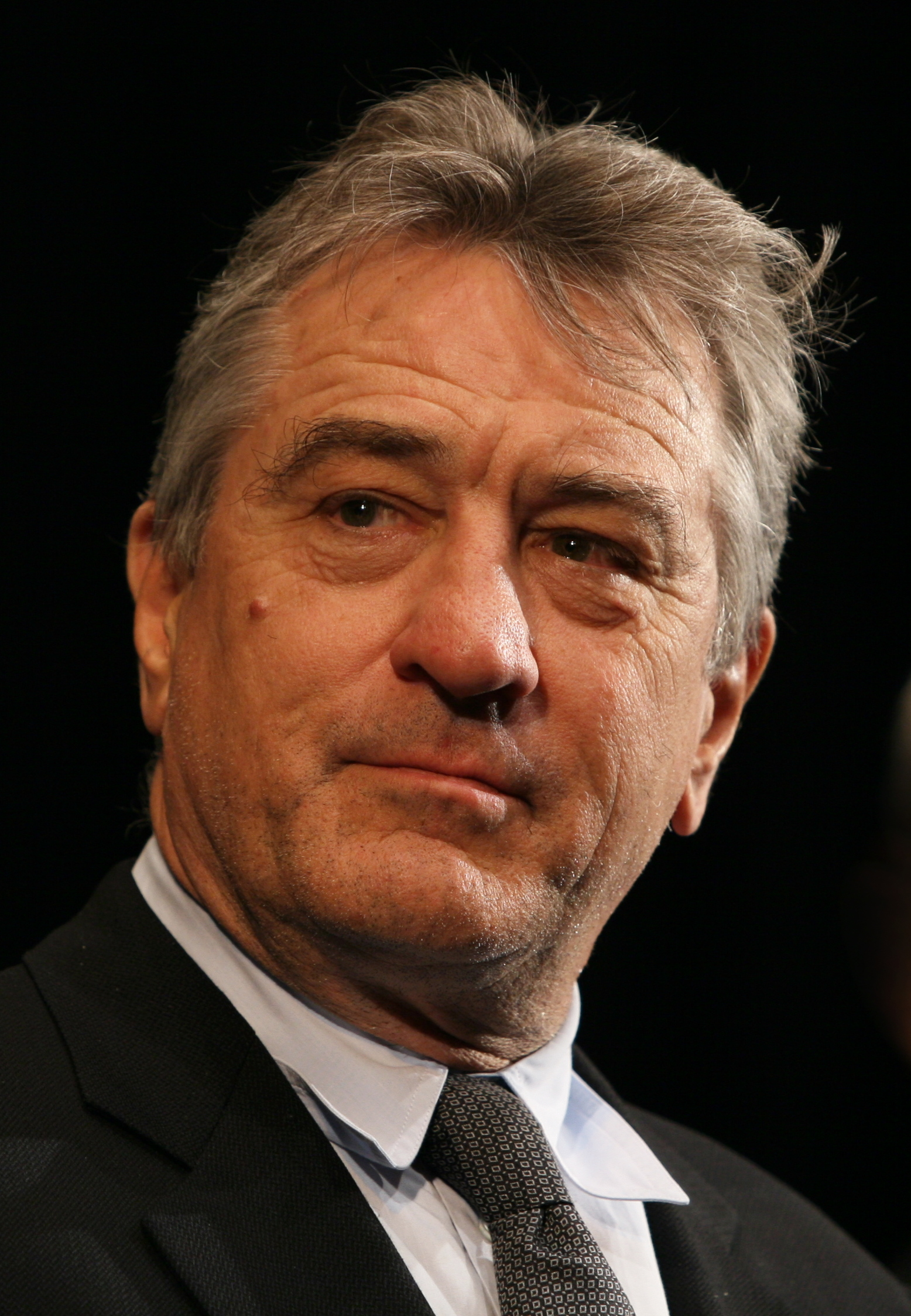
Robert De Niro al KVIFF el 2008.

| Any  | Pel·lícula                                                 | Paper                             | Notes |
| ---- | ---------------------------------------------------------- | --------------------------------- | --- |
| 1965 | Three Rooms in Manhattan                                   | Client                            | No surt als crèdits                                                                                            |
| 1968 | Greetings                                                  | Jon Rubin                         | |
| 1969 | Sam's Song                                                 | Sam                               | |
| 1969 | The Wedding Party                                          | Cecil                             | filmada el 1963                                                                                                |
| 1970 | Maleïda mare (Bloody Mama)                                 | Ma Barker                         | |
| 1970 | Hola, mare (Hi, Mom!)                                      | Jon Rubin                         | |
| 1971 | Jennifer on My Mind                                        | Mardigian, taxista                | |
| 1971 | Nascut per guanyar (Born to Win)                           | Oficial Danny                     | |
| 1971 | The Gang That Couldn't Shoot Straight                      | Mario Trantino                    | |
| 1973 | Bang the Drum Slowly                                       | Bruce Pearson                     | |
| 1973 | Mean Streets                                               | John 'Johnny Boy' Civello         | |
| 1974 | El padrí II                                                | Vito Corleone                     | Òscar al millor actor secundari Nominat — BAFTA al millor novell                                               |
| 1976 | Taxi Driver                                                | Travis Bickle                     | Nominat - Òscar al millor actor Nominat — BAFTA al millor actor Nominat — Globus d'Or al millor actor dramàtic |
| 1976 | Novecento                                                  | Alfredo Berlinghieri              | |
| 1976 | The Last Tycoon                                            | Monroe Stahr                      | |
| 1977 | New York, New York                                         | Jimmy Doyle                       | Nominat — Globus d'Or al millor actor musical o còmic                                                          |
| 1978 | El caçador (The Deer Hunter)                               | Michael Vronsky                   | Nominat - Oscar al millor actor Nominat — BAFTA al millor actor Nominat — Globus d'Or al millor actor dramàtic |
| 1980 | Raging Bull                                                | Jake La Motta                     | Òscar al millor actor Globus d'Or al millor actor dramàtic Nominat — BAFTA al millor actor                     |
| 1981 | Confessions sinceres (True Confessions)                    | Monsignor Desmond "Des" Spellacy  | |
| 1983 | The King of Comedy                                         | Rupert Pupkin                     | Nominat — BAFTA al millor actor                                                                                |
| 1984 | Hi havia una vegada a Amèrica                              | David "Noodles" Aaronson          | |
| 1984 | Falling in Love                                            | Frank Raftis                      | |
| 1985 | Brazil                                                     | Archibald 'Harry' Tuttle          | |
| 1986 | La missió                                                  | Rodrigo Mendoza                   | |
| 1987 | El cor de l'àngel (Angel Heart)                            | Louis Cypher                      | |
| 1987 | Els intocables d'Elliot Ness (The Untouchables)            | Al Capone                         | |
| 1988 | Midnight Run                                               | Jack Walsh                        | Nominat — Globus d'Or al millor actor musical o còmic                                                          |
| 1989 | Jacknife                                                   | Joseph 'Jacknife' Megessey        | |
| 1989 | No som àngels                                              | Ned                               | |
| 1990 | Iris i Stanley (Stanley & Iris)                            | Stanley Everett Cox               | |
| 1990 | Un dels nostres (Goodfellas)                               | Jimmy Conway                      | Nominat — BAFTA al millor actor                                                                                |
| 1990 | Despertar (Awakenings)                                     | Leonard Lowe                      | Nominat — Oscar al millor actor                                                                                |
| 1991 | Acorralat per la justícia (Guilty by Suspicion)            | David Merrill                     | |
| 1991 | Backdraft                                                  | Donald 'Shadow' Rimgale           | |
| 1991 | El cap de la por (Cape Fear)                               | Max Cady                          | Nominat — Òscar al millor actor Nominat — Globus d'Or al millor actor dramàtic                                 |
| 1992 | Mistress                                                   | Evan M. Wright                    | |
| 1992 | La nit i la ciutat (Night and the City)                    | Harry Fabian                      | |
| 1993 | Una història del Bronx (A Bronx Tale)                      | Lorenzo Anello                    | també n'és el director                                                                                         |
| 1993 | Mad Dog and Glory                                          | Wayne 'Mad Dog' Dobie             | |
| 1993 | La vida d'aquest noi (This Boy's Life)                     | Dwight Hansen                     | |
| 1994 | Frankenstein de Mary Shelley (Mary Shelley's Frankenstein) | Frankenstein                      | |
| 1995 | A Hundred and One Nights                                   | El marit de l'estrella fantasma   | |
| 1995 | Casino                                                     | Frank Rosenthal                   | |
| 1995 | Heat                                                       | Neil McCauley                     | |
| 1996 | Fanàtic (The Fan)                                          | Gilbert "Gil" Renard              | |
| 1996 | Sleepers                                                   | Father Bobby                      | |
| 1996 | L'habitació d'en Marvin (Marvin's Room)                    | Dr. Wally                         | |
| 1997 | Cop Land                                                   | Tinent Moe Tilden                 | |
| 1997 | Jackie Brown                                               | Louis Gara                        | |
| 1997 | La cortina de fum (Wag the Dog)                            | Conrad Brean                      | |
| 1998 | Great Expectations                                         | Arthur Lustig                     | |
| 1998 | Ronin                                                      | Sam                               | |
| 1999 | Una teràpia perillosa (Analyze This)                       | Paul Vitti                        | Nominat — Globus d'Or al millor actor musical o còmic                                                          |
| 1999 | Sense tares (Flawless)                                     | Walter Koontz                     | |
| 2000 | Les aventures de Rocky i Bullwinkle                        | Fearless Leader                   | |
| 2000 | Men of Honor                                               | Cap Leslie William 'Billy' Sunday | |
| 2000 | Els pares d'ella (Meet the Parents)                        | Jack Tiberius Byrnes              | Nominat — Globus d'Or al millor actor musical o còmic                                                          |
| 2001 | 15 Minutes                                                 | Detectiu Eddie Flemming           | |
| 2001 | The Score                                                  | Nick Wells                        | |
| 2002 | Showtime                                                   | Detectiu Mitch Preston            | |
| 2002 | City by the Sea                                            | Vincent LaMarca                   | |
| 2002 | Una altra teràpia perillosa (Analyze That)                 | Paul Vitti                        | |
| 2004 | Godsend                                                    | Dr. Richard Wells                 | |
| 2004 | L'Espantataurons (Shark Tale)                              | Don Lino                          | Veu |
| 2004 | Meet the Fockers                                           | Jack Tiberius Byrnes              | |
| 2004 | The Bridge of San Luis Rey                                 | Arquebisbe del Perú               | |
| 2005 | Fet i amagar (Hide and Seek)                               | David Callaway                    | |
| 2006 | Arthur i els Minimoys                                      | El rei                            | Veu |
| 2006 | The Good Shepherd                                          | William Joseph Donovan            | també n'és el director                                                                                         |
| 2007 | Stardust                                                   | Capità Shakespeare                | |
| 2008 | Assassinat just                                            | Thomas «Turk» Cowan               | |
| 2008 | What Just Happened                                         | Ben                               | |
| 2009 | Everybody's Fine                                           | Frank Goode                       | |
| 2010 | Stone                                                      | Jack Mabry                        | |
| 2010 | Little Fockers                                             | Jack Tiberius Byrnes              | |
| 2010 | Machete                                                    | Senador John McLaughlin           | |
| 2011 | Manuale d'amore 3                                          | Adrian                            | |
| 2011 | Limitless                                                  | Carl Van Loon                     | |
| 2011 | Killer Elite                                               | Hunter                            | |
| 2011 | New Year's Eve                                             | Stan Harris                       | |
| 2012 | Llums vermells                                             | Simon Silver                      | |
| 2012 | Being Flynn                                                | Jonathan Flynn                    | |
| 2012 | Freelancers                                                | Joe Sarcone                       | |
| 2012 | La part positiva de les coses                              | Pat Sr.                           | |
| 2013 | La gran boda                                               | Don Griffin                       | |
| 2013 | The Family                                                 | Fred Blake / Giovanni Manzoni     | |
| 2013 | Killing Season                                             | Benjamin Ford                     | |
| 2013 | Last Vegas                                                 | Paddy                             | |
| 2013 | American Hustle                                            | Victor Tellegio                   | |
| 2013 | Grudge Match                                               | Billy 'The Kid' McDonnen          | |
| 2014 | The Bag Man                                                | Dragna                            | |
| 2015 | Hands of Stone                                             | Ray Arcel                         | |
| 2015 | The Intern                                                 | Ben Whittaker                     | |
| 2015 | Joy                                                        | El pare de Joy                    | |
| 2015 | Heist                                                      | Frank 'The Pope' Silva            | |
| 2016 | Dirty Grandpa                                              | Richard "Dick" Kelly              | |
| 2017 | The Wizard of Lies                                         | Bernard Madoff                    | |
| 2019 | Joker                                                      | Murray Franklin                   | |
| 2019 | The Irishman                                               | Frank "The Irishman" Sheeran      | |
| 2020 | The War with Grandpa                                       | Ed Marino                         | |
| 2020 | The Comeback Trail                                         | Max Barber                        | |
| 2022 | Amsterdam                                                  | Gil Dillenbeck                    | |
| 2022 | Savage Salvation                                           | Sheriff Mike Church               | |
| 2023 | Killers of the Flower Moon                                 | William Hale                      | |

### Productor
| Any  | Pel·lícula                                                 | Productor                       |
| ---- | ---------------------------------------------------------- | ------------------------------- |
| 1989 | No som àngels                                              | productor delegat               |
| 1991 | El cap de la por (Cape Fear)                               | productor (No surt als crèdits) |
| 1992 | Thunderheart                                               | productor                       |
| 1992 | Mistress                                                   | productor                       |
| 1993 | TriBeCa (sèrie TV)                                         | productor delegat               |
| 1993 | The Night We Never Met                                     | productor (No surt als crèdits) |
| 1993 | Una història del Bronx (A Bronx Tale)                      | productor                       |
| 1994 | Frankenstein de Mary Shelley (Mary Shelley's Frankenstein) | productor delegat               |
| 1995 | Panther                                                    | productor (No surt als crèdits) |
| 1996 | Faithful                                                   | productor                       |
| 1996 | Marvin's Room                                              | productor                       |
| 1997 | Wag the Dog                                                | productor                       |
| 1998 | Witness to the Mob                                         | productor delegat               |
| 1999 | Entropy                                                    | productor                       |
| 1999 | Sense tares (Flawless)                                     | productor (No surt als crèdits) |
| 2000 | The Adventures of Rocky & Bullwinkle                       | productor                       |
| 2000 | Meet the Parents                                           | productor                       |
| 2000 | Holiday Heart                                              | productor delegat               |
| 2001 | Prison Song                                                | productor                       |
| 2002 | Un nen gran (About a Boy)                                  | productor                       |
| 2004 | Bellesa prohibida (Stage Beauty)                           | productor                       |
| 2004 | Meet the Fockers                                           | productor                       |
| 2005 | Rent                                                       | productor                       |
| 2006 | The Good Shepherd                                          | productor                       |
| 2008 | What Just Happened                                         | productor                       |
| 2009 | Little Fockers                                             | productor                       |
| 2009 | Public Enemies                                             | productor                       |
| 2012 | NYC 22                                                     | productor executiu              |
| 2014 | Un nen gran (sèrie)                                        | productor executiu              |
| 2015 | For Justice                                                | productor executiu              |
| 2018 | Quincy                                                     | productor                       |
| 2019 | When They See Us                                           | productor executiu              |

## Honors
- Medalla Presidencial de la Llibertat[8]

## Anècdotes
- El 1984, el grup anglès femení Bananarama interpretava una cançó titulada Robert DeNiro's Waiting.
- Va adquirir la nacionalitat italiana: A De Niro la li havien de donar a títol honorífic a la Mostra de Venècia el setembre de 2004. Però una associació italo-americana, The Sons of Italy va protestar al primer ministre, Silvio Berlusconi, perquè De Niro donava mala imatge d'Itàlia perquè havia fet tan sovint de mafiós i de gàngster. El ministre de cultura, Giuliano Urbani, la va rebutjar i va fer canvis a la cerimònia de l'octubre a Roma. Llavors De Niro no va anar a uns altres esdeveniments, cosa que va atribuir a «importants problemes de comunicació» que no havia sabut « administrar convenientment», afegint: «No vull ofendre ningú. Estimo Itàlia». La nacionalitat li va ser finalment concedida el 21 d'octubre del 2006 a la cerimònia de clausura del primer Festa del Cinema di Roma.
- Per fer el paper de Max Cady, a El cap de la por, va pagar a un dentista (5.000 dòlars) perquè li donés l'aspecte de dents brutes i trencades. Després del rodatge, li ha pagat 20.000 per refer-les com abans.
- Va perdre l'oportunitat d'interpretar Frank Costello a  Infiltrats  per dedicar-se a  The Good Shepherd .
- Per fer el paper de Jake LaMotta el 1980, va engreixar-se 30 kg. Aquest esforç va ser recompensat perquè va rebre l'Oscar al millor actor.
- Demòcrata, es va oposar a la destitució de Bill Clinton el 1998 després va donar suport a Al Gore el 2000. Michael Moore l'esmentarà al documental "Fahrenheit 9/11". Favorable a la intervenció americana a l'Afganistan. Després es va oposar a la guerra de l'Iraq i va donar suport a John Kerry el 2004. A prop de les eleccions presidencials del 2008, un periodista li va preguntar qui volia veure de president dels Estats Units: Va dir " N'hi ha dos que m'agraden força: Barack Obama i Hillary Clinton".

Finalment va donar suport a Obama, recriminant a Clinton que estigués massa vinculat a la gran patronal.